# Sobótka (Skarżysko)
Pour les articles homonymes, voir Sobótka.
Sobótka est une localité polonaise de la gmina de Bliżyn, située dans le powiat de Skarżysko en voïvodie de Sainte-Croix.